# Biserica „Sfânta Cuvioasă Paraschiva” din Ialoveni
Biserica „Sf. Cuvioasă Paraschiva” este o biserică amplasată în Ialoveni, Republica Moldova. Este un monument arhitectural de importanță națională inclus în Registrul monumentelor Republicii Moldova ocrotite de stat cu nr. 666 (raionul Ialoveni). Datează din 1897.